# Principio di Landauer
Il principio di Landauer, formulato per la prima volta nel 1961 da Rolf Landauer presso l'IBM, prevede che l'eliminazione di bit di informazione produca una quantità di calore che non possa essere diminuita oltre un determinato limite. Il principio di Landauer conferma quindi il secondo principio della termodinamica ed è stato dimostrato sperimentalmente.
Il campo di studi che si occupa di questi problemi è quello dell'informazione quantistica ed è uno dei più vitali nella fisica contemporanea; il paradosso del diavoletto di Maxwell è in gran parte ancora attuale.

Il principio di Landauer è stato enunciato come segue da Charles Bennett:
Qualunque manipolazione dell'informazione logicamente irreversibile, come la cancellazione di un bit o la confluenza di due percorsi computazionali, deve essere accompagnata da un corrispondente aumento dell'entropia dei gradi di libertà non contenenti informazione dell'apparato che processa l'informazione o del suo ambiente.
In particolare, la cancellazione di un bit d'informazione è associata alla dissipazione di una quantità di lavoro data dalla seguente espressione, nota come il limite di Landauer:
{\displaystyle W=kT\ln 2}
dove:
- k è la costante di Boltzmann
- T è la temperatura assoluta del circuito in kelvin
- ln 2 è il logaritmo naturale di 2, che vale circa 0,69315

A 25 °C (temperatura ambiente o 298,15 kelvin), il limite di Landauer rappresenta un'energia approssimativamente pari a 0,0178 elettronvolt. Teoricamente un computer operante a temperatura ambiente potrebbe commutare un miliardo di bit al secondo consumando solo 2,85 picowatt. 
Se non è cancellata nessuna informazione la computazione può essere termodinamicamente reversibile e non richiede alcun rilascio di calore. Tutto ciò ha portato allo sviluppo della computazione reversibile. L'unico modo per superare questo limite secondo Charles H. Bennett è lo sviluppo di nuove tecnologie, come il computer quantistico o la computazione reversibile.